# آشچیسو (نورا)
آشچیسو (قزاقی: Ащысу) یک رودخانه در استان پاولودار و استان قراغندی کشور قزاقستان است.